# Aldo Victor de Sanctis
Aldo Victor de Sanctis (Pistoia, 23 febbraio 1909 – Roma, 16 ottobre 1996) è stato un fotografo e inventore italiano cineoperatore e documentarista subacqueo.

## Biografia
Si diplomò presso l'Accademia di belle arti di Firenze e nel 1932 conobbe personalmente Marinetti che lo convinse ad aderire al futurismo al quale contribuì con creazioni di articoli d'abbigliamento come cappelli estivi con aerazione e manica a vento e invernali con visiera di celluloide e tela impermeabile sul collo nonché un panciotto da sera in fibre metalliche. Con queste sue creazioni partecipò alla prima "Mostra dell'ambientazione e della moda" di Torino che si tenne nel giugno di quello stesso anno. In questo periodo fece anche una serie di studi per la realizzazione di carrozzerie per auto in leghe leggere.
Sentendosi al contempo attratto anche dal mondo della tecnica si iscrisse al Politecnico di Torino dove nel 1934 si laureò in ingegneria meccanica.
Praticò vari sport eccellendo nel nuoto. Fu primatista nella specialità 100 metri dorso, entrò a far parte della Serie A di pallanuoto, fu nominato capitano e direttore tecnico della Torino Nuoto e, nel 1937, divenne uno dei pionieri del nuoto pinnato in Italia.

### La seconda guerra mondiale
Richiamato alle armi nel 1942, prese parte al conflitto come ufficiale di marina e, date le sue precedenti esperienze, fu inviato a fare riprese cinematografiche in zone di guerra per l'Istituto Luce.
Nel 1944 entrò nel Comitato Toscano di Liberazione Nazionale di Firenze di cui fondò il Reparto Radio.
Dal 2 al 14 agosto 1944, mentre le avanguardie degli alleati stavano occupando le colline a sud di Firenze per liberarla dai nazifascisti, calò un microfono dalla finestra di una pensione sita in via de' Martelli e, con un fono-registratore da lui stesso ideato registrò, assieme ad Amerigo Gomez, i suoni e i rumori della liberazione di Firenze da parte dalle truppe americane in quella che fu detta la Battaglia di Firenze realizzando in diretta la "radiocronaca" della guerra in città. Un documento rimasto famoso nella storia della radio in Italia che fu successivamente riversato in trenta dischi a 78 giri. Da queste registrazioni Radio Rai ricavò il documentario "Firenze agosto 1944" che fu trasmesso il 4 agosto 1954 nel decennale di quell'avvenimento. Anche l'Istituto Storico della Resistenza in Toscana ha realizzato nel 2010 un documentario per commemorare questo evento.

La vicenda è stata raccontata dalla Rai recentemente su Wikiradio dell'11 agosto 2017.

### Il dopoguerra
Nel 1946 fondò, in società con Franco Cristaldi, la casa cinematografica "Vides", sigla derivata dall'acronimo del suo nome. Nel 1949 fu uno dei primi a praticare la pesca subacquea nella quale diverrà atleta di 1ª categoria nel 1958.
Nel 1952 assieme a Roberto Merlo fondò il Circolo Subacquei Torino del quale fu nominato e rimase presidente ininterrottamente alcuni decenni. Fin dagli anni 30 la passione per il nuoto subacqueo lo aveva reso osservatore dei fondali marini che esplorò e riprese generalmente con attrezzature da lui stesso inventate e brevettate, attività che lo fece diventare il pioniere della foto-cinematografia subacquea italiana. 
Nel 1939 filmò il suo primo documentario subacqueo, Allenamento collegiale, girato nella piscina dello stadio comunale di Torino. Questo probabilmente fu il primo filmato del genere in Italia. Ha poi realizzato documentari sia per la Rai che per La Settimana Incom, un cinegiornale degli anni '40 e '50, del quale diresse la Sede di Torino per un decennio 1946. Collaborò con personaggi di fama internazionale come Jacques Piccard per il quale nel 1952 progettò il sistema di illuminazione subacquea del batiscafo Trieste, Jacques Mayol, Enzo Maiorca, Jacques-Yves Cousteau, Folco Quilici e altri per i quali effettuò riprese subacquee. Dal 1957 al 1959 effettuò riprese subacquee sui relitti di una nave oneraria romana affondata presso l’Isola d’Elba detti Relitti di Sant'Andrea e, nel 1965, sui resti del galeone olandese "Van Lynden" affondato nel 1628 a Freeport (Bahamas).
Nel complesso Victor de Sanctis realizzò poco meno di un centinaio di documentari, alcuni dei quali sono stati restaurati e digitalizzati.
Fu l'operatore subacqueo di vari film come I sette dell'Orsa maggiore, Mizar, Siluri umani, I raggi mortali del dottor Mabuse. Per la Rai realizzò Uomini sotto il mare e Orizzonti sconosciuti, collaborò con riprese subacquee alle serie Rai I sette mari e L'enciclopedia del mare di Bruno Vailati.
Alla sua produzione di documentari specificamente subacquei si aggiunge Come nasce un occhiale del 1950 come pure i documentari girati per conto di Cinefiat: Il paese dell'anima del 1957, realizzato in collaborazione con Remigio Del Grosso ed incentrato sul primo pellegrinaggio della Fiat a Lourdes, al quale seguirono Tolleranza zero (1960), la progettazione e la nascita della Berlina Fiat 1300 e della 1500, dai primi prototipi alla vettura su strada; quindi Transafrica 1100 R del 1961, la cronaca di un viaggio nel continente africano, da Il Cairo a Città del Capo, durante la stagione delle piogge a bordo di una Fiat 1100R ed infine Acciaio su misura del 1965 che illustra la nascita di un nuovo tipo di acciaio nello stabilimento già Fiat Ferriere ora Teksid.
In aggiunta alla sua attività propriamente filmica realizzò reportage fotografici da tutti i mari del mondo che pubblicò su alcuni settimanali (Epoca, L'Espresso, Panorama, Oggi, La Domenica del Corriere, L'Europeo, Mondo Sommerso) e quotidiani (Tuttosport, Il Tempo, La Nazione, Il Giornale).
Nel corso della sua vita inventato vari oggetti alcuni dei quali ha utilizzato nel corso delle sue riprese dei fondali marini.
Morì a Roma il 16 ottobre 1996.
Nel 2001 suo figlio Fabrizio de Sanctis ha donato 250 libri appartenuti al padre alla biblioteca della Historical Diving Society Italia, alla quale ha pure donato la custodia chiamata Kinemar da lui progettata e costruita nel 1954 per la sua cinepresa elettrica "Beaulieu".

## Filmografia
Opere cinematografiche
- Una tenda a Punta Ala (1955)
- Un'isola ha sete (1957)
- Il paese dell'anima (1957)
- Sotto il mare di Linosa (1960)[21]
- Olimpiade in blu (1960)[22]
- Tolleranza zero (1960)
- Transafrica 1100 R (1961)
- Avventure a Lipari (1962)[23]
- Operazione van Lynden (1965)[24]
- Acciaio su misura (1965)
- Relitti da salvare (1967)[25]
- Monili del mare (1967)[26]
- Arditi del mare (1967)
- Maiorca -80 (1968)
- Pesca proibita (1969)[27]
- La sponda viva del deserto (1971)[28]
- A sud dello Zaire (1972)[29]
- Luanda porto africano (1972)[30]
- Una repubblica sull'oceano (1976)[31]
- Fuorilegge per fame (s.d.)
- Sfida all'abisso (s.d.)
- Un miliardo sotto il mare (s.d.)
- Oltre la barriera (s.d.)
- Acqua e sale (s.d.)
- Giardini sommersi (s.d.)
- Sotto il mare di Angola (s.d.)
- Quelli di Lampedusa (s.d.)
- I sub dagli occhiali di legno (s.d.)
- Blue dream (s.d.)
- Nude per una perla (s.d.)
- Continente senza frontiere (s.d.)
- Jacques Mayol -100 (s.d.)
- Pericolo per l'oceano (s.d.)
- Safari atlantico (s.d.)
- Al confine col passato (s.d.)
- Anfore e coralli (s.d.)
- Campioni in fondo al mare (s.d.)
- Sotto il mare di Pantelleria (s.d.)
- Vigneti sommersi (s.d.)
- Una repubblica nell'oceano (s.d.)
- Sciabiche sul fondo (s.d.)
- Battuta in Mediterraneo (s.d.)
- Cavalieri sottomarini (s.d.)
- Una cernia per Josephine (s.d.)
- Uno scafandro per Clio (s.d.)
- 20.000 lumen sotto i mari' (s.d.)
- Mare di Cuba (s.d.)
- Andante appassionato (s.d.)
- La conquista del sesto continente (s.d.)
- Gli anni ruggenti dei sub (s.d.)
- Obbiettivi sotto il mare (s.d.)
- Allarme sul fondo (s.d.)

Cortometraggi
- Allenamento collegiale (1936)
- Pallanuoto in Italia (1949)[32]
- Scuola Sub Ferraro (1949)
- Campionato di caccia subacquea a Ponza (1951)[33]
- Con Piccard negli abissi marini (1951-1952)[34]
- August Piccard (1953)
- Si gira con Piccard (1953)
- Batiscafo Trieste (1953)
- Corazzata C-301 (1954)
- Falco & Novelli (1956)
- Europei a Nastia (1956)
- Quelli di Lampedusa (1956-57)
- En direct sur le fond de la mer (1957)
- Maiorca quota -40 (1960)
- Relitti da salvare (1967)
- Le grotte di Sorrento (1967)
- Giannutri (1969)
- Maldive (1976)
- Mar rosso (1977)
- Pesca sub a Viverone (s.d.)
- Scuola sub Ischia (s.d.)
- Le vie dell'oro (s.d.)
- Una lezione subacquea (s.d.)
- Le grotte di Sorrento (s.d.)
- Italian frogmen (s.d.)
- La tragedia di Superga (s.d.)
- La diga di Ceresole (s.d.)
- L'inverno dei subacquei (s.d.)
- Pesca notturna (s.d.)
- Obiettivi sul mare (s.d.)
- Scuola sub vigili del fuoco (s.d.)
- Scuola internazionale sommozzatori (s.d.)
- Gente acquatica (s.d.)
- Corso Sub Marcante (s.d.)

## Invenzioni
Alcune sue invenzioni:
- Custodie stagne subacquee - per varie cinecamere e telecamere, con sistemi di illuminazione.
- Decompressimetro - detto anche Computer subacqueo o bend o meter,[35] che fu costruito nel 1959 dalla ditta italiana S.O.S. (Strumenti Ottici Subacquei) [36] su progetto degli ingegneri Victor De Sanctis e Carlo Alinari, antesignano dei moderni computer subacquei, che vengono tuttora usati in versioni perfezionate, strumento indispensabile al subacqueo per misurare la profondità e la durata dell'immersione in modo da calcolare con precisione i tempi per una risalita in sicurezza ed evitare la malattia da decompressione.
- Carrello da ripresa - Brevetto di prototipo di carrello per riprese cinematografiche, leggero, adattabile e smontabile.[5]
- Doppio giradischi - Studio e brevetto per il perfezionamento di macchine giradischi per incisione fonografica e di riproduzione.
- "Hydra" - Modello di fucile subacqueo idropneumatico progettato per una ditta italiana.

## Riconoscimenti
- Festival di Cannes 1958 premio per Un'isola ha sete.
- Festival di Cannes 1959 premio per Arditi del mare.
- Underwater International Film Festival di Santa Monica USA 1962 premio per Avventura a Lipari.
- Festival di Parigi 1967 premio per Arditi del mare.
- Festival di Genova 1969 premio per Profondità -80.
- Festival di Tolone 1989 premio per Sfida all'abisso.